# نمونه تصادفی ساده
در آمار، یک نمونه تصادفی ساده (به انگلیسی: Simple random sample) (یا SRS) زیرمجموعه‌ای از افراد (نمونه) انتخاب‌شده از یک مجموعه بزرگ‌تر (جمعیت) است که در آن زیرمجموعه‌ای از افراد به‌طور تصادفی، همه با احتمال یکسان انتخاب می‌شوند. این فرایند انتخاب یک نمونه به روش تصادفی است. در SRS، هر زیرمجموعه‌ای از k افراد به اندازه هر زیرمجموعه دیگری از k فرد احتمال انتخاب‌شدن برای نمونه را دارد. یک نمونه تصادفی ساده یک روش نمونه‌گیری بی‌طرفانه است. نمونه‌گیری تصادفی ساده یک نوع نمونه‌گیری پایه است و می‌تواند جزء دیگر روش‌های نمونه‌گیری پیچیده‌تر باشد.
در سال ۱۹۸۵ جِی ویتِر الگوریتم‌های نمونه‌گیری مخزن را پیشنهاد کرد که به‌طور گسترده مورد استفاده قرار می‌گیرند. این الگوریتم نیازی به آگاهی از اندازه جمعیت ندارد {\displaystyle n} از قبل، و از فضای ثابت استفاده می‌کند. نمونه‌گیری تصادفی را می‌توان با نمونه‌گیری از توزیع شکاف‌ها بین نمونه‌ها و پرش از روی شکاف‌ها تسریع کرد.